# Jakub Kamiński
Jakub Kamiński (* 5. Juni 2002 in Ruda Śląska) ist ein polnischer Fußballspieler, der als Leihspieler des VfL Wolfsburg beim Erstligisten 1. FC Köln unter Vertrag steht.

## Karriere

### Verein
Der in Ruda Śląska geborene Jakub Kamiński begann seine fußballerische Ausbildung bei Szombierki Bytom und wechselte im Jahr 2015 in die Jugendabteilung von Lech Posen. Dort spielte er in diversen Juniorenmannschaften, häufig mit deutlich älteren Spielern. In der Saison 2017/18 spielte er erstmals für die U19 und gewann mit dieser die U19-Meisterschaft. In der darauffolgenden Spielzeit 2018/19 zählte der Flügelspieler mit 16 Jahren zu den Leistungsträgern der U19 und wurde im März 2019 in die Reservemannschaft befördert, welche in der vierthöchsten polnischen Spielklasse spielte. Zum Saisonende stand er bei 13 Einsätzen (6 Tore) in der U19 und bei 11 Ligaspielen (3 Tore) in der Reserve, mit der er in die dritthöchsten polnischen Spielklasse aufstieg.
Am 20. September 2019 (9. Spieltag) debütierte er beim 1:1-Unentschieden gegen Jagiellonia Białystok in der Ekstraklasa. In der Folge etablierte er sich rasch als Stammspieler in der ersten Mannschaft. Am 6. Juni 2020 (28. Spieltag) erzielte er beim 3:3-Unentschieden gegen Zagłębie Lubin sein erstes Ligator für Lech Posen.
Zur Saison 2022/23 wechselte Kamiński zum VfL Wolfsburg. Er unterschrieb einen Vertrag bis zum 30. Juni 2027.
Zur Saison 2025/26 wechselte er auf Leihbasis zum 1. FC Köln.

### Nationalmannschaft
Zwischen September 2017 und Mai 2018 bestritt Jakub Kamiński 13 Freundschaftsspiele für die polnische U16-Nationalmannschaft, in denen er vier Tore erzielte. Von Oktober 2018 bis März 2019 war er acht Mal für die U17 im Einsatz und blieb in diesen Partien ohne Torerfolg.
Seit September 2019 ist er polnischer U19-Nationalspieler.

## Erfolge
Lech Posen
- Polnischer U19-Meister: 2018
- Polnischer Meister: 2022